# Intuitive Machines
Intuitive Machines, Inc. è un'azienda statunitense quotata in borsa con sede a Houston (Texas). Fu fondata nel 2013 da Stephen Altemus, Kam Ghaffarian, e Tim Crain.
L'azienda ha cominciato un programma spaziale per fornire accesso alla superficie lunare, per organizzare spedizioni in orbita lunare, e comunicare a distanza lunare. Intuitive Machines ha 3 contratti con l'agenzia spaziale statunitense, per la sua iniziativa Commercial Lunar Payload Services (CLPS), per spedire carichi sulla superficie lunare..

## Missioni

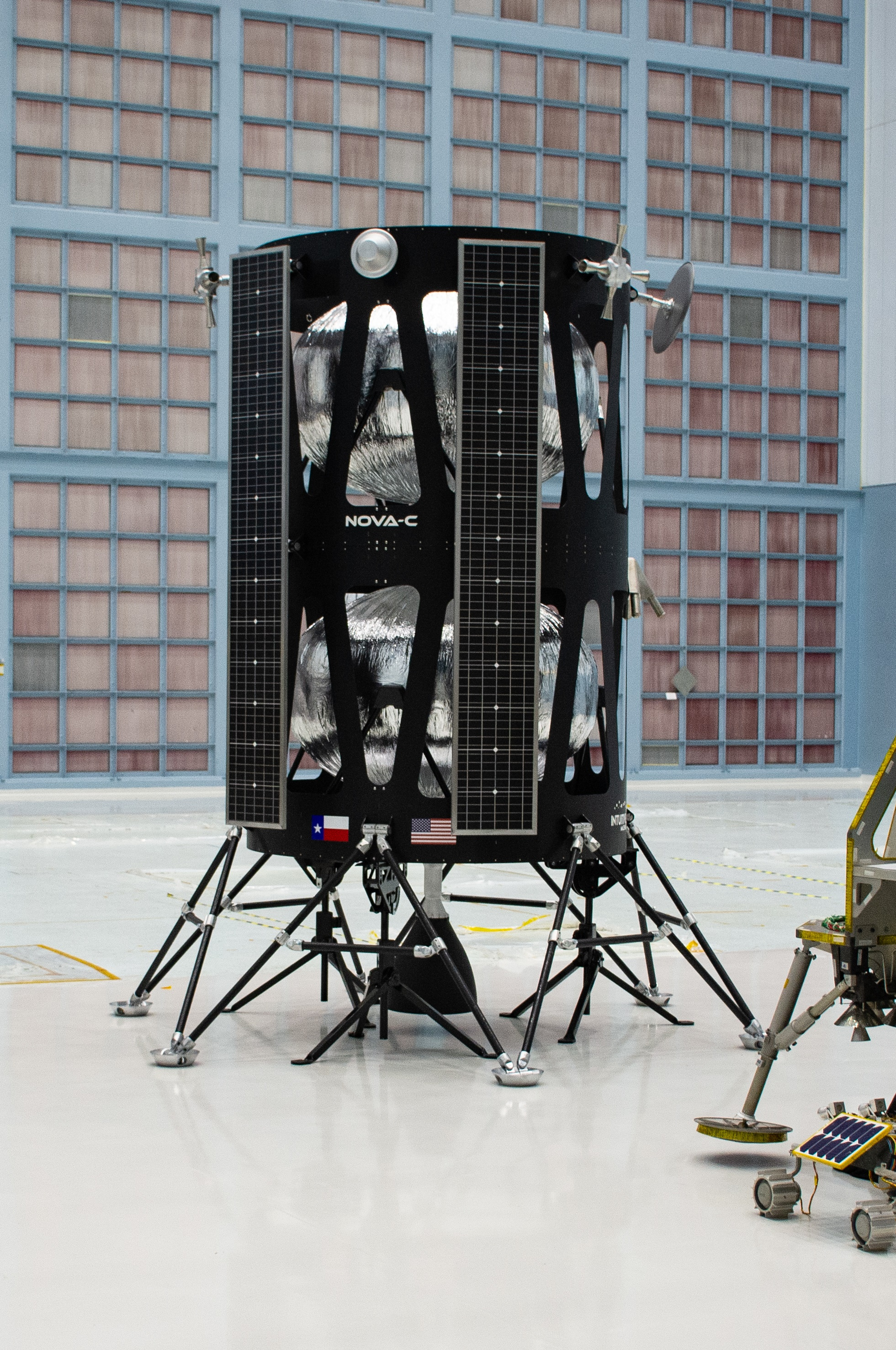
Lander di classe Nova-C

### IM-1
La prima missione è stata lanciata il 15 febbraio 2024, ed era costituita da un lander lunare chiamato Odysseus. Sette giorni dopo il lancio il lander è allunato con successo nei pressi del cratere Malapert, il primo atterraggio statunitense su suolo lunare dopo l'ultimo dell'Apollo 17 e il primo di una azienda privata. Poco dopo aver toccato la superficie, il lander si è inaspettatamente inclinato di 30°. 
Gli strumenti del carico scientifico, che hanno funzionato regolarmente erano: 
- ROLSES (Radio Observations of the Lunar Surface Photoelectron Sheath)
- LRA (Laser Retro-Reflector Array)
- NDL (Navigation Doppler Lidar for Precise Velocity and Range Sensing)
- SCALPSS (Stereo Cameras for Lunar Plume-Surface Studies)
- LN-1 (Lunar Node 1 Navigation Demonstrator)
- RFMG (Radio Frequency Mass Gauge statement)

La missione è considerata un successo ed è terminata il 29 febbraio.

### IM-2
La seconda missione è stata lanciata il 27 febbraio 2025, costituita dal lander lunare Athena. La sonda studierà il sottosuolo lunare tramite il The Regolith and Ice Drill for Exploring New Terrain (TRIDENT), una trivella progettata per estrarre campioni di regolite e campioni di ghiaccio, e il Mass Spectrometer Observing Lunar Operations (MSoLo). L'area di allunaggio è il Mons Mouton. La sonda si inserirà in orbita attorno alla Luna il 3 marzo mentre l'allunaggio è previsto per il 6 marzo.

### IM-3
La terza missione è prevista per il termine del 2025 o i primi mesi del 2026. Il lander conterrà anche l'esperimento Cooperative Autonomous Distributed Robotic Exploration (CADRE), costituito da tre piccoli rover progettati per esplorare autonomamente la superficie lunare in modo collaborativo. 

## Joint Polar Satellite System
Ad aprile 2023 ha fatto una joint venture con KBR per supportare il progetto della NASA Joint Polar Satellite System.